# Dilobopterus polita
Dilobopterus polita är en insektsart som först beskrevs av Schmidt 1928.  Dilobopterus polita ingår i släktet Dilobopterus och familjen dvärgstritar. Inga underarter finns listade i Catalogue of Life.